# Giuseppe Porzio
Giuseppe „Pino“ Porzio (* 26. Februar 1967 in Neapel) ist ein ehemaliger italienischer Wasserballspieler und späterer Trainer. 
Porzio spielte wie sein Bruder Francesco Porzio für den neapolitanischen Verein Circolo Nautico Posillipo und war an acht Meisterschaftsgewinnen von 1985 bis 1996 beteiligt.
Bei den Olympischen Spielen 1992 gewannen die Porzio-Brüder mit der italienischen Nationalmannschaft die Goldmedaille. 1993 gewann die italienische Mannschaft den Weltcup und den Europameistertitel, 1994 folgte der Weltmeistertitel.
Nach seiner Spielerkarriere wurde Giuseppe Porzio Trainer und gewann mit Posillipo den italienischen Meistertitel 2004 und belegte 2005 den zweiten Platz in der Meisterschaft. 2005 wechselte er zu Pro Recco und gewann mit diesem Verein sechs italienische Meistertitel.